# KFConsole
La KFConsole es una consola de videojuegos desarrollada por KFC Gaming y Cooler Master. Después de su anuncio inicial en junio de 2020, se creía que era un Fake, y hasta la fecha todavía está en disputa si era real o no. La consola cuenta con varias funciones, incluido el trazado de rayos, una resolución hasta 4K y una frecuencia de 240 Hz. La característica distintiva del dispositivo es una parrilla patentada que puede almacenar y calentar pollo.

## Diseño
El diseño de la KFConsole está inspirado en el "Bargain Bucket" de KFC. La consola en sí es un cilindro completamente negro con un botón de encendido rojo retroiluminado en el frente debajo de la parrilla de pollo, que tiene el logotipo de KFConsole. La parrilla es un cajón que se abre para revelar un compartimento para almacenar alimentos, que utiliza el sistema de flujo de aire y calor del sistema para calentar el contenido.

## Especificaciones
La KFConsole funciona con un Componente de Cómputo Intel NUC 9 Extreme. La consola es capaz de aprovechar el trazado de rayos de Nvidia y la resolución 4K, con soporte para una frecuencia de 240 Hz. El dispositivo también tiene soporte para realidad virtual. Aparentemente, los gráficos hechos por Asus estarán alojados en una "ranura de GPU intercambiable y caliente (la primera de su tipo)" que, según KFC, mantendrá el dispositivo como "la consola más potente para las próximas generaciones".

## Lanzamiento
La KFConsole se anunció oficialmente el 22 de diciembre de 2020. No se ha anunciado una fecha de lanzamiento oficial para la consola y el precio es desconocido.